# Un'ombra sulla verità
Un'ombra sulla verità (L'homme de la cave) è un film del 2021 diretto da Philippe Le Guay.

## Trama
Simon ed Hélène sono una coppia che vive a Parigi. I due decidono di vendere una cantina all'interno del loro palazzo. La acquista un uomo molto misterioso che sconvolgerà le loro vite.

## Distribuzione
Il film è stato distribuito nelle sale cinematografiche italiane da BIM Distribuzione a partire dal 31 agosto 2022.